# Измайлов, Олег Витальевич
Олег Витальевич Измайлов — журналист, писатель, краевед и общественный деятель из Донецка. Член союза журналистов СССР с 1988 года.

## Биография
Родился 19 июля 1963 года в семье офицера милиции в городе Чистяково Донецкой области. Детство и юность провел в городе Красный Лиман Донецкой области.
Служил в советской армии, после работал слесарем и помощником машиниста электровоза.
Получил образование журналиста, в 1991 году окончил факультет журналистики Киевского государственного университета им. Т. Шевченко.
Работал более 35 лет с различными изданиями Украины и России: заведующим отделом в газетах «Железнодорожник Донбасса», «Социалистический Донбасс», «Жизнь»; заместителем главного редактора газеты «Весть», главным редактором газет «Салон Дона и Баса» (1996), «Русский курьер», «Газета по-донецки», собственным корреспондентом газеты «Киевские ведомости»; также работал с изданиями «Донбасс», «Донецкие новости», «Бизнес», «День», «Газета по-киевски», «Магистраль». В 1998 году организовал газету «Русский курьер». Написал около ста очерков по истории Донецка и Донбасса. Автор сценариев двух документальных фильмов о Донецке.
В соавторстве с Евгением Ясеновым написал детективную повесть, на основе которой по заказу издательства был создан роман в двух частях «Сети кукловодов» и «Тот, кто остается в тени», но который не был издан. В 2011 году для литературного проекта «Донецк, я люблю тебя!» написал новеллу «Наследство».
В 2014 году в связи с вооруженным конфликтом на востоке Украины стал одним из основателей и координатором общественной организации «Гражданская инициатива Донбасса», которая выступала за немедленное прекращению огня и поиск компромисса для улаживания конфликта. Член Изборского клуба Новороссии.
В 2017 году была опубликована книга «Донбасс для „чайников“», над которой Олег Измайлов работал с 2006 года. В 2018 году книга получила специальную премию «За верность Отечеству» на Всероссийском книжном фестивале национальной книги «Читающий мир». В 2020 году книга стала лауреатом Всероссийской премии «Книга и издательство года» в разделе публицистика.
В 2018 году стал одним из инициаторов книжной серии «Библиотека Донбасса» в рамках которой осуществляется переиздание старых книг по истории Донбасса. Первой книгой серии стало переиздание «Старой Юзовки» Ильи Гонимова.
В 2020 году орловское книжное издательство «Орлик» и донецкое Edit совместно выпустили презентационную книгу к 150-летию Донецка «Юзовка, Сталино, Донецк» в которой Олег Измайлов выступил как автор и редактор.
В 2020 году стал членом Союза писателей России.

## Семья
Отец — Измайлов Виталий Витальевич, капитан милиции. Мать — Измайлова (Семёнова) Римма Дмитриевна, возглавляла городской комитет ДОСААФ в г. Красный Лиман Донецкой области. Женат. Есть сын.

### Публикации об Измайлове
- Олег Измайлов: Донецк — символ другой России Архивная копия от 16 апреля 2020 на Wayback Machine
- Олег Измайлов: «Мы, дончане, такие жадные, что от каждой нации берем для себя что-то самое лучшее» Архивная копия от 23 октября 2020 на Wayback Machine

### Публикации Измайлова
- Авторская страница на сайте газеты «Вести» Архивная копия от 10 июля 2021 на Wayback Machine
- Авторская страница на сайте Ronin Архивная копия от 18 января 2020 на Wayback Machine